# ألان إيستوود
ألان إيستوود (22 أكتوبر 1979 - ) (بالإنجليزية: Allan Eastwood)‏ هو لاعب كريكت أيرلندي. شارك مع منتخب أيرلندا للكريكت.

## وصلات خارجية
- ألان إيستوود على موقع إي آس بي آن كريك إنفو (الإنجليزية)